# MGP Nordic 2008
MGP Nordic 2008 var en sangkonkurrence for børn som blev arrangeret i Århus. Dette var den fjerde gang MGP Nordic blev arrangeret.
Landene som deltog i konkurrencen var Norge, Sverige, Danmark og Finland. 
Værterne for showet var Jakob Riising og Signe Lindkvist. I pausen blev der vist forskellige indslag. DJ Noize mixede en række kendte børnesange fra de 4 lande. 

## Organisering
Hvert land deltog med to sange, og en sang fra hvert land gik videre til semifinalen. Der stemte seerne igen på den de bedst kunne lide af de 4 sange, og sangen med flest stemmer vandt konkurrencen.

## Deltagere
| Nr. | Land    | Sprog         | Repræsentant    | Sang                       | Resultat    |
| --- | ------- | ------------- | --------------- | -------------------------- | ----------- |
| 01  | Danmark | Dansk         | The Johanssons  | "En for alle, alle for en" | Super-final |
| 02  | Norge   | Norsk         | The Battery     | "Tenke nå"                 | Ude         |
| 03  | Sverige | Svensk        | Linn            | "En sång från hjärtat"     | Ude         |
| 04  | Finland | Svensk        | Footboys        | "Fotboll"                  | Super-final |
| 05  | Danmark | Dansk, Spansk | Sandra Monique  | "Hola chica"               | Ude         |
| 06  | Norge   | Norsk, Sami   | The BlackSheeps | "Oro jaska, beana"         | Super-final |
| 07  | Sverige | Svensk        | Jonna           | "Kommer jag våga"'         | Super-final |
| 08  | Finland | Svensk        | Big Bang!       | "Här är vi"                | Ude         |

## Resultat
|         | Placering | Artist          | Point |
| ------- | --------- | --------------- | ----- |
| Norge   | 1         | The Blacksheeps | 164   |
| Danmark | 2         | The Johansons   | 90    |
| Sverige | 3         | Jonna           | 76    |
| Finland | 4         | The Footboys    | 70    |